# Roskilde Domkirkes Drengekor
Roskilde Domkirkes Drengekor blev dannet i 1987 og var indtil 2017 ledet af Finn Evald. Herefter overtog Torsten Nielsen og siden 2018 har Egil Kolind været korets dirigent.
Koret er primært tilknyttet Roskilde Domsogn ligesom Roskilde domkirkes pigekor, men har turneret i hele verden, bl.a. England, Frankrig, Grønland, Canada, New Zealand, USA, Tyskland, Kroatien, Irland, Estland, Kina og Skandinavien.
Udover at medvirke ved gudstjenester i Roskilde Domsogn holder koret jævnligt koncerter og kan også bookes til eksterne arrangementer. Repertoiret er bredt og består af såvel ældre som moderne kirkemusik. Bl.a. værker af Bach, Händel, Haydn, Britten, Stanford og Finn Evald kan høres ved koncerterne.
Koret er vokset gennem tiden, både med hensyn til repertoire og antallet af medlemmer, og det er i dag Danmarks største drengekor. Flere nuværende og tidligere medlemmer har haft en musikalsk karriere udenfor koret.
Koret er et af de få drengekor i Danmark og er blevet kendt internationalt, blandt andet på grund af dets koncertturnéer.
Niveauet for drengekoret er, set i lyset af, at kormedlemmerne kun mødes 2-3 gange om ugen, højt, og det er årsagen til, at koret bliver stadig mere efterspurgt til koncerter og begivenheder. Kormedlemmerne rekrutteres fra skolerne i Roskildes opland; men også drenge fra byer længere væk pendler til Roskilde for at være med i koret.